# Klaipėda (districtsgemeente)
Klaipėda is een van de 60 Litouwse gemeenten, in het district Klaipėda.
De hoofdplaats is de stad Gargždai. De gemeente telt 46.200 inwoners op een oppervlakte van 1336 km².

## Plaatsen in de gemeente
Plaatsen met inwonertal (2001):
- Gargždai – 15212
- Vėžaičiai – 1749
- Priekulė – 1725
- Dovilai – 1231
- Kretingalė – 977
- Veiviržėnai – 964
- Endriejavas – 718
- Agluonėnai – 653
- Dercekliai – 641
- Dreverna – 617